# St Wenn
St Wenn est une paroisse civile et un village des Cornouailles, en Angleterre.